# Cos Superior de Policia
El Cos Superior de Policia (CSP) va ser una institució armada espanyola, creada durant el període de la Transició i antecessora de l'actual Cos Nacional de Policia. També va ser conegut col·loquialment com a Policia Secreta o simplement la Secreta. Se'ls va arribar a anomenar despectivament (sobretot dins del gremi policial) "els xapes", per la forma en la qual s'identificaven mostrant la placa.

## Història
Els seus orígens es troben en el Cos General de Policia (CGP) de l'època franquista, que el 4 de desembre de 1978 es reanomenà com a "Cos Superior de Policia". De l'antic CGP va heretar bona part del personal, i també va mantenir la seva estructura amb lleugeres modificacions. Orgànicament depenia del Ministeri de l'Interior, encara que directament ho fes a través de la Direcció general de Seguretat (DGS).
A mitjan anys 1980 el cos es va veure afectat per l'existència d'una xarxa mafiosa (la que es va conèixer com a "màfia policial") composta per diversos policies que van actuar al marge de la llei i de connivència amb delinqüents per a l'organització d'atracaments a joieries; posteriorment, els policies corruptes es feien amb les propietats robades i les venien il·legalment. Tota aquesta xarxa corrupta va ser descoberta arran de les declaracions a la justícia d'un joier, Federico Venero, la qual cosa portaria al desmantellament de la xarxa i el processament dels implicats. Al costat d'aquesta trama també va estar relacionada la desaparició de Santiago Corella Ruiz "Nani", un delinqüent comú del que es va perdre el rastre després de ser detingut pels policies implicats en l'organització d'atracaments. La seva desaparició es va acabar convertint en un escàndol mediàtic.
El Cos també va sofrir d'importants deficiències organitzatives, de desorganització i la necessitat d'una modernització interna, la qual cosa va impedir un acompliment òptim en les seves funcions. Això va portar al fet que el llavors govern de Felipe González emprengués una reorganització interna dels cossos policials per millorar el seu funcionament.
El Cos Superior de Policia va desaparèixer el 13 de març de 1986 amb la Llei Orgànica de Forces i Cossos de Seguretat, que creava el Cos Nacional de Policia (CNP) i suposava la unificació dels anteriors cossos policials en l'actual CNP.

## Escales i categories
El Butlletí Oficial de l'Estat número 160, de data 4 de juliol de 1980, (BOE-A-1980-14338), publicava l'Ordre de 2 de juny de 1980 per la qual es determinava la distribució per categories de la plantilla del Cos Superior de Policia.
En ella s'hi establia que el Cos Superior de Policia, estava constituït per dues escales i sis categories, sent la distribució per categories a partir del 10 d'agost de 1979 la següent:
Escala de Comandament:
100 Comissaris Principals i 650 Comissaris.
Escala Executiva:
1500 Subcomissaris, 2880 Inspectors de Primera, 2400 Inspectors de Segona i 2400 Inspectors de Tercera.
Amb anterioritat al Cos Superior de Policia va existir el Cos General de Policia, fins a la seva transformació i canvi de denominació per la Llei 55/1978, de 4 de desembre, de la Policia.

## Divises
Encara que el CSP prestava els seus serveis de paisà, per a actes oficials podien usar uniforme amb les divises de la seva categoria.
| Espanya             |           |  |  |  |  |  |  |  |  |
| Comissari Principal | Comissari |  |  |  |  |  |  |  |  |
|                     |           |  |  |  |  |  |  |  |  |

| Espanya      |                 |                 |                 |  |  |  |  |  |  |
| Subcomissari | Inspector de 1a | Inspector de 2a | Inspector de 3a |  |  |  |  |  |  |
|              |                 |                 |                 |  |  |  |  |  |  |